# Morska nawigacja do Lubeka
Morska nawigacyja do Lubeka – polski utwór marynistyczny, którego autorem jest  Marcin Borzymowski. Został napisany w drugiej połowie XVII wieku. Utwór relacjonuje przebieg podróży morskiej do miasta Lubeka, którą Borzymowski odbył w 1651 roku. Poemat nawiązuje do konwencji epickich, autor zrezygnował jednak z typowego dla eposu bohatera jednostkowego, stosując parenezę per exempla ("przez przykłady"). W najnowszych badaniach określa się utwór jako epos peregrynacki. Borzymowski zadedykował go Gryzeldzie Wiśniowieckiej.